# Герб на Хърватия
Гербът на Република Хърватия е исторически хърватски герб, който се намира върху хърватското знаме. Има формата на щит и е разделен както хоризонтално, така и вертикално на двадесет и пет червени и бели (сребристи) полета, като първото поле, разположено в най-горния ляв ъгъл, в червено на цвят. Над щита се намира корона с пет върха, която е под формата на лека дъга и се свързва с лявата и дясната горна част на щита.

## Корона
В короната са разположени пет по-малки щита с исторически хърватски гербове, които са подредени от ляво надясно както следва: най-старият известен герб на Хърватия, гербовете на Далмация, Дубровнишката република, Истрия и Славония. Съотношението между височината на полето на главния щит и височината на по-малките щитове в короната е 1: 4,5, а съотношението между широчината на полето на главния щит и широчината на по-малките щитове в короната е 1:2

### Гербове в короната
Най-старият известен герб на Хърватия съдържа в щита на син фон жълта (златна) илирийска звезда и бял (сребърен) месец в новолуние. Гербът на Далмация има в щита си на син (лазурен) фон три жълти (златна) леопардови глави с корони. Гербът на Дубровнишката република предтавлява 3 сини (лазурни) ивици и две червени. Гербът на Истрия съдържа в щита върху син (лазурен) фон жълта (златна) коза, обърната наляво, с червени копита и рога. Гербът на Славония съдържа в щита върху син (лазурен) фон две напречни бели (сребърни) ивици, а между тях е червено поле, в което е изобразена златка, която върви на дясна хералдическа страна. В горното синьо (лазурно) поле има жълта (златна) илирийска звезда. Гербът е очертан с червена линия.
|        |           |          |        |          |
| Илирия | Дубровник | Далмация | Истрия | Славония |